# Induttanza cinetica
L'induttanza cinetica è una grandezza fisica che tiene conto della  energia cinetica dei portatori di carica nel trasporto di corrente elettrica. Tale energia cinetica ha una importanza assolutamente trascurabile nei conduttori normali in quanto l'energia cinetica accumulata dai portatori di carica è assolutamente trascurabile rispetto alla perdita di energia che viene dissipata per effetto Joule anche per tempi estremamente brevi. Infatti la velocità di deriva è in genere molto bassa.  
Nei superconduttori l'energia cinetica dei portatori di carica non è trascurabile, di conseguenza, quando i percorsi sono particolarmente sottili e lunghi, l'effetto della induttanza cinetica determina effetti vistosi.

## Teoria
L'importanza della induttanza cinetica può essere mostrata riconsiderando i conduttori per i quali vale la legge di Ohm. Tale legge si ricava dal modello di Drude che assume, nel caso dei metalli, che all'equilibrio dinamico si ha che la 
forza di trascinamento {\displaystyle q{\vec {E}}}  viene bilanciata dalla forza di attrito viscoso {\displaystyle -m{\vec {v}}/\tau }:
{\displaystyle q{\vec {E}}-m{\vec {v}}/\tau =0\ }
Dove {\displaystyle q\ } la carica dei portatori di carica, {\displaystyle {\vec {E}}\ } è il campo elettrico presente localmente, {\displaystyle m\ } è la massa dei portatori di carica, {\displaystyle \tau \ } è il tempo medio tra gli urti o tempo di rilassamento, descritto meglio nel seguito, {\displaystyle {\vec {E}}\ } e {\displaystyle {\vec {v}}\ }  la cosiddetta velocità di deriva. 
Ora essendo la densità di corrente elettrica pari a:
{\displaystyle {\vec {J}}=nq{\vec {v}}\ }
con {\displaystyle n\ } il numero di portatori per unità di volume. Si può sostituire alla prima equazione (equilibrio dinamico) la seconda (legame tra densità di corrente e velocità di drift) ottenendo la legge di Ohm in forma microscopica:
{\displaystyle {\vec {E}}={\frac {m}{nq^{2}\tau }}{\vec {J}}=\rho {\vec {J}}\ }
Dove {\displaystyle \rho =m/(nq^{2}\tau )\ } è la resistività.
Se abbiamo un conduttore a sezione costante {\displaystyle S\ } e lunghezza {\displaystyle \ell \ } la legge di Ohm in forma microscopica con semplici
passaggi diviene la più comune legge di Ohm macroscopica:
{\displaystyle V=\rho {\frac {\ell }{S}}I=RI\ }
Con {\displaystyle R=\rho \ell /S\ } detta la resistenza del filo. Quindi in un tempo {\displaystyle \Delta t\ } per effetto Joule viene dissipata una energia
pari a:
{\displaystyle E_{J}={\frac {1}{2}}RI^{2}\Delta t={\frac {1}{2}}{\frac {m}{nq^{2}\tau }}{\frac {\ell }{S}}I^{2}\Delta t\ }
Se si tiene anche conto dell'energia cinetica immagazzinata dagli {\displaystyle N=n\ell S\ } portatori di carica si ha che:
{\displaystyle E_{k}=N{\frac {1}{2}}mv^{2}={\frac {1}{2}}nmv^{2}\ell S={\frac {1}{2}}{\frac {m}{nq^{2}}}{\frac {\ell }{S}}I^{2}\ }
Risulta quindi che può definirsi l'induttanza cinetica come:
{\displaystyle L_{k}={\frac {m}{nq^{2}}}{\frac {\ell }{S}}=R\tau \ }
Infatti questa grandezza ha le dimensioni di una induttanza, ma a differenza dell'induttanza classica immagazzina energia non sotto forma di campo magnetico, ma come energia cinetica dei portatori di carica. Una induttanza classica ha la caratteristica di ritardare l'andata a regime della corrente in quanto si deve fornire l'energia per formare il campo magnetico, analogamente l'induttanza cinetica ritarda l'andata a regime della corrente in quanto deve essere fornita l'energia cinetica ai portatori di carica.
Il valore del tempo di rilassamento nei metalli facilmente ricavabile dai valore della resistività ed è per tutti i metalli di pochi fs. Quindi finché  {\displaystyle \Delta t\gg \tau \ } l'induttanza cinetica è trascurabile rispetto alle resistenza moltiplicata per {\displaystyle \tau \ } e quindi può essere trascurata.
Ad esempio il rame a temperatura ambiente ha un tempo di rilassamento di 27 fs,  anche per i campioni di estrema purezza a bassa temperatura (pochi K), anche se la resistività elettrica diminuisce di 3 ordini di grandezza, il tempo di  rilassamento rimane di qualche ps.
L'induttanza cinetica aumenta al diminuire del numero dei portatori di carica. La spiegazione fisica sta nel fatto che un numero più piccolo di portatori deve avere una velocità maggiore di quella che si avrebbe con un numero maggiore di portatori per avere la stessa densità di corrente, ma l'induttanza cinetica dipende dal quadrato della velocità. Nei metalli normali solo a frequenze maggiori del THz il contributo della induttanza cinetica diventa dominante rispetto al contributo resistivo.

## Modello
L'induttanza cinetica viene in genere modellizzata estendendo il modello di Drude considerando la conducibilità elettrica (l'inverso della resistività) come una grandezza complessa {\displaystyle \omega } data da {\displaystyle {\sigma (\omega )=\sigma _{1}-i\sigma _{2}}}. In cui la parte immaginaria
dipende dalla induttanza cinetica, quindi in questo modello si ha che:
{\displaystyle \sigma ={\frac {ne^{2}\tau }{m(1+i\omega \tau )}}={\frac {ne^{2}\tau }{m(1+\omega ^{2}\tau ^{2})}}-i{\frac {ne^{2}\omega \tau ^{2}}{m(1+\omega ^{2}\tau ^{2})}}}

## Superconduttori
Nei superconduttori non vi è nessuna energia dissipata e l'induttanza cinetica assume un ruolo importante. I portatori di carica sono le coppie di Cooper la cui carica vale {\displaystyle q=2e\ } con  {\displaystyle e\ } carica la carica elementare, la massa è due volte la massa dell'elettrone {\displaystyle 2m\ } ed il loro numero per unità di volume è  {\displaystyle n_{s}\ }, quindi l'espressione della induttanza cinetica è:
{\displaystyle L_{k}={\frac {m}{2n_{s}e^{2}}}{\frac {\ell }{S}}\ }
L'effetto dell'induttanza cinetica è molto simile a quello della induttanza classica, quindi si possono fare risuonatori mettendoli insieme ad elementi capacitivi, per avere una grande induttanza cinetica bisogna usare strisce
molto lunghe e di sezione molto piccola. Si parla di strisce in quanto lo spessore deve essere molto più piccolo della lunghezza di penetrazione per potere usare un modello semplificato come quello dato.

## Applicazioni
L'induttanza cinetica nei superconduttori è utilizzata per fare linee di trasmissione con ritardo efficiente
nel campo delle microonde. 
L'induttanza cinetica può essere usata per fare dei rivelatori molto sensibili di fotoni, i  KID (acronimo inglese per Kinetic Inductance Detectors), in questo caso i fotoni assorbiti diminuiscono il numero delle coppie di Cooper e quindi la frequenza di risonanza del circuito in cui è presente l'induttanza cinetica cambia in maniera misurabile.